# Rose Cleveland
Rose Cleveland (Fayetteville (New York), 13 juni 1846 – Bagni di Lucca, 22 november 1918) was een Amerikaanse schrijfster en lerares. Ze was de zus van de Amerikaanse president Grover Cleveland en diende als zijn first lady in 1885 en 1886.

## Biografie

### Vroege jaren
Rose Cleveland werd in de staat New York geboren als het jongste kind van Richard en Anne Cleveland. Haar broer Grover Cleveland was negen jaar ouder dan zij. In 1853 verhuisde de familie naar Holland Patent in New York waar haar vader predikant was geworden. Kort na hun aankomst overleed haar vader en moest de zestienjarige Grover voor het gezin zorgen. Hij vertrok naar New York om les te geven en de zevenjarige Rose bleef achter om voor haar moeder te zorgen. Ze verkreeg haar scholing aan Houghton Seminary. Om zichzelf en haar moeder te kunnen onderhouden ging ze zelf ook les geven aan de Houghton Seminary en ook later aan scholen in Indiana en Pennsylvania.

### First Lady
Toen haar broer in 1885 president van de Verenigde Staten werd vroeg hij haar om naar Washington D.C. te komen om te dienen als zijn gastvrouw in het Witte Huis als First Lady. Vanuit deze rol organiseerde ze de traditionele recepties en diners in de woning. De recepties die ze organiseerde werden goed bezocht en Rose was geliefd onder haar gasten. Gedurende haar periode als First Lady wist ze behoorlijk wat commotie te veroorzaken door met een vriendin en zonder mannelijke escort een theatervoorstelling in Washington bij te wonen.
In de vijftien maanden dat ze First Lady was schreef Cleveland ook een tweetal boeken. Op 2 juni 1886 huwde Grover Cleveland met Frances Folsom en nam zij de rol van First Lady over.

### Latere jaren
Na haar periode keerde Rose terug naar Holland Patent om zich toe te leggen op het redacteurschap van een literair tijdschrift. In de winter van 1889-1890 leerde ze de filantrope Evangeline Simpson kennen, waarschijnlijk in Florida en ontwikkelde ze wat indertijd bekend stond als een "romantische vriendschap". Zes jaar lang onderhielden ze deze relatie tot dat Evangeline in 1896 plotseling trouwde met de Episcopaalse prediker Henry Whipple. Cleveland vertrok daarop naar Europa om pas drie jaar later terug te keren. In 1901 overleed Henry Whipple en Evangeline Whipple bleef in Minnesota wonen, waar Cleveland haar regelmatig kwam opzoeken.

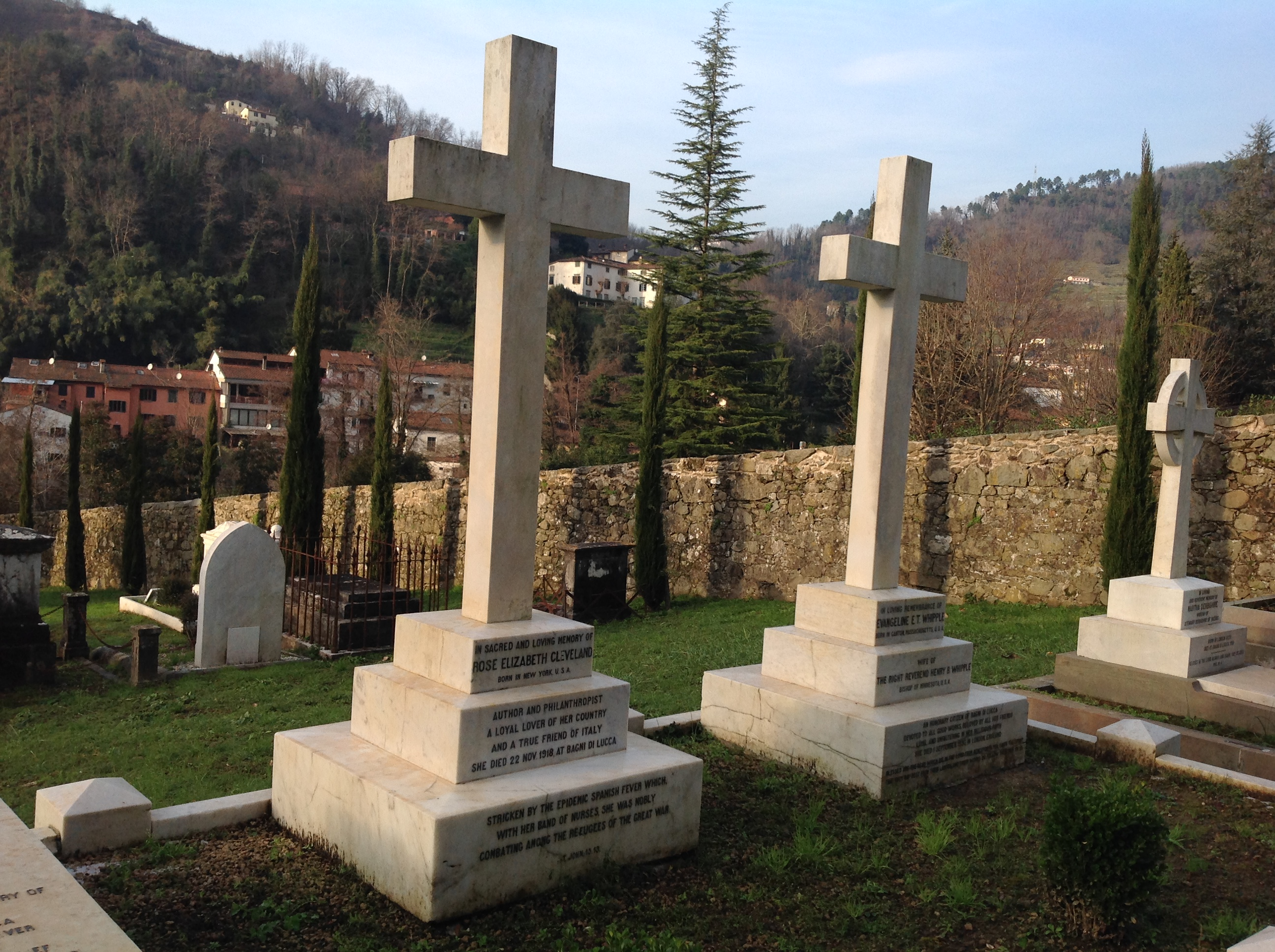
De graven van Cleveland en Whipple in Bagni di Lucca.

Door de ziekte van een broer van Whipple trok het tweetal in 1910 naar Italië. Na diens dood bleven de twee vrouwen in Italië en gingen ze samenwonen in Bagni di Lucca. Tijdens de Eerste Wereldoorlog organiseerden en financierden ze hulpacties, vooral voor de vluchtelingen die in 1917 Toscane binnenstroomden. In 1918 overleed Cleveland aan de Spaanse griep. Na haar dood in 1930 werd Whipple naast haar begraven.